# GO Andromedae

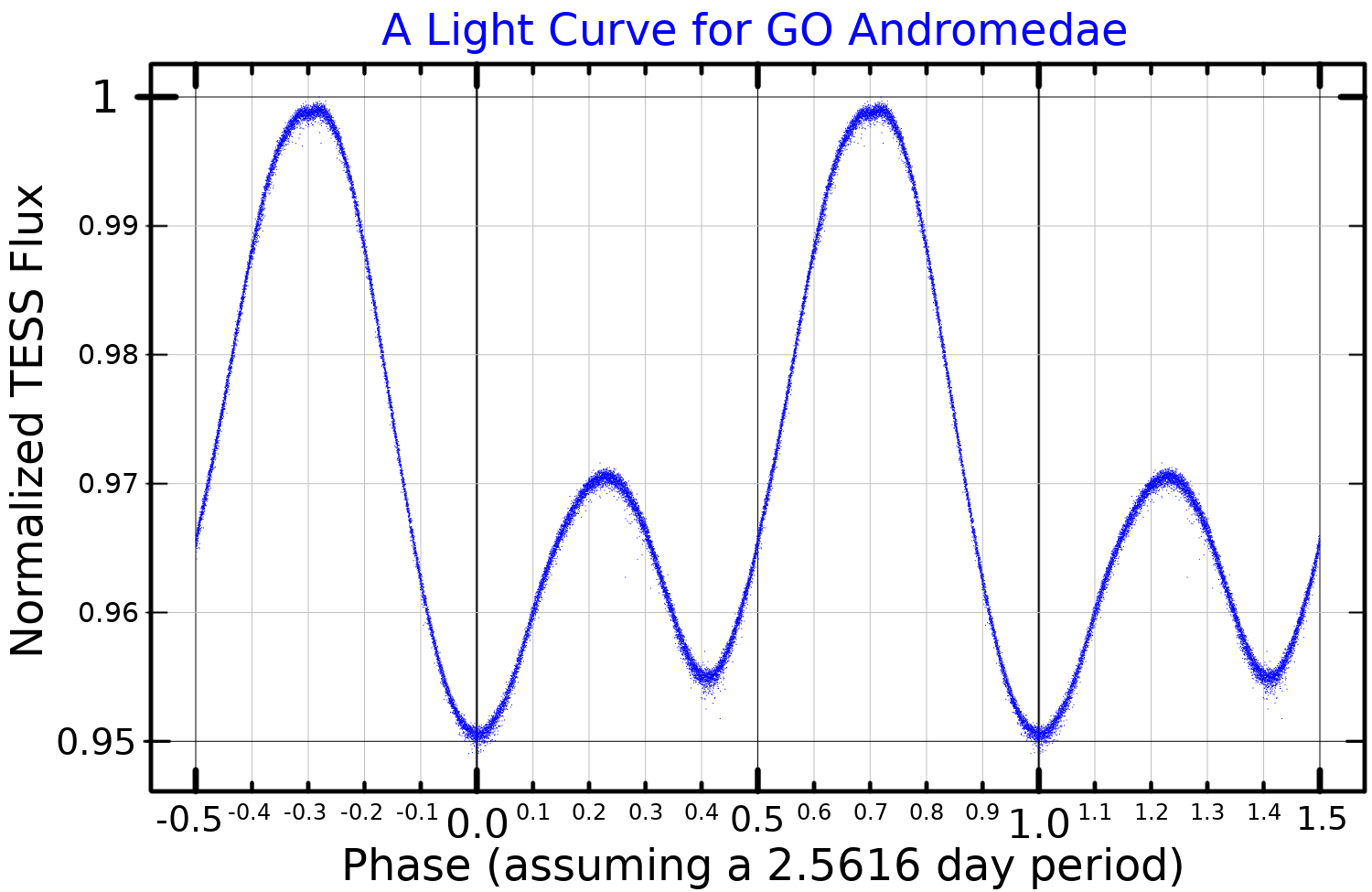
Curva de luz de GO Andromedae

GO Andromedae (GO And / HD 4778 / HR 234) es una estrella variable en la constelación de Andrómeda. De magnitud aparente media +6,13, se encuentra a 296 años luz de distancia del sistema solar.
GO Andromedae es una estrella blanca de la secuencia principal de tipo espectral A0p, en donde la «p» indica que es una estrella peculiar, en el sentido de que su contenido superficial en metales es anómala. Es una estrella con líneas débiles de helio y con líneas fuertes de cromo, estroncio y europio.
Tiene una temperatura efectiva de 9977 K y una luminosidad 32 veces mayor que la luminosidad solar. Con una masa de 2,29 masas solares, su edad se estima en sólo 182 millones de años.
Su radio es 2,6 veces más grande que el del Sol y gira sobre sí misma con una velocidad de rotación proyectada de 42 km/s.
GO Andromedae está catalogada como una variable Alfa2 Canum Venaticorum cuyo brillo oscila 0,03 magnitudes a lo largo de un período de 2,156 días. Alioth (ε Ursae Majoris) es la más brillante de esta clase de variables.